# Lobster Popstar Tour
Lobster Popstar Tour  è la settima tournée del gruppo musicale russo dei Little Big, a supporto del loro quinto album in studio omonimo.
Ha avuto inizio in Polonia, a Danzica, l'8 maggio 2024 e si è concluso, dopo 29 spettacoli in 5 paesi differenti, in Nord America, a Fort Lauderdale il 24 giugno dello stesso anno.
Per quanto fosse pensato per promuovere l'album appena uscito, all’interno del programma del tour sono state aggiunte tutte le date del North American Tour, che si sarebbero sennò intrecciate con quelle del primo.

## Date
| Date           | Città           | Paese       | Luogo                        |
| Europa         | Europa          | Europa      | Europa                       |
| -------------- | --------------- | ----------- | ---------------------------- |
| 8 maggio 2024  | Danzica         | Polonia     | B90                          |
| 9 maggio 2024  | Varsavia        | Polonia     | Stodola                      |
| 10 maggio 2024 | Breslavia       | Polonia     | A2                           |
| 12 maggio 2024 | Glasgow         | Regno Unito | Classic Grand                |
| 13 maggio 2024 | Manchester      | Regno Unito | O2 Ritz Manchester           |
| 15 maggio 2024 | Londra          | Regno Unito | Clapham Grand                |
| 18 maggio 2023 | Utrecht         | Paesi Bassi | TivoliVredenburg             |
| Nord America   |                 |             |                              |
| 23 maggio 2024 | Washington      | Stati Uniti | The Atlantis                 |
| 24 maggio 2024 | Filadelfia      | Stati Uniti | Brooklyn Bowl Philadelphia   |
| 25 maggio 2024 | Brooklyn        | Stati Uniti | Brooklyn Steel               |
| 26 maggio 2024 | Boston          | Stati Uniti | The Sinclair                 |
| 28 maggio 2024 | Montréal        | Canada      | Club Soda                    |
| 29 maggio 2024 | Toronto         | Canada      | The Opera House              |
| 30 maggio 2024 | Detroit         | Stati Uniti | St. Andrew's Hall            |
| 31 maggio 2024 | Chicago         | Stati Uniti | Concord Music Hall           |
| 1º giugno 2024 | Minneapolis     | Stati Uniti | Skyway Theatre               |
| 4 giugno 2024  | Edmonton        | Canada      | Union Hall                   |
| 5 giugno 2024  | Calgary         | Canada      | The Palace Theatre           |
| 7 giugno 2024  | Vancouver       | Canada      | The Vogue Theatre            |
| 8 giugno 2024  | Seattle         | Stati Uniti | The Showbox                  |
| 10 giugno 2024 | Portland        | Stati Uniti | Wonder Ballroom              |
| 14 giugno 2024 | Berkeley        | Stati Uniti | The UC Theatre               |
| 15 giugno 2024 | Los Angeles     | Stati Uniti | The Belasco                  |
| 18 giugno 2024 | Austin          | Stati Uniti | Empire Control Room & Garage |
| 19 giugno 2024 | Dallas          | Stati Uniti | The Studio at the Factory    |
| 20 giugno 2024 | Houston         | Stati Uniti | House of Blues Houston       |
| 22 giugno 2024 | Orlando         | Stati Uniti | House of Blues Orlando       |
| 23 giugno 2024 | Tampa           | Stati Uniti | The Ritz Ybor                |
| 24 giugno 2024 | Fort Lauderdale | Stati Uniti | Culture Room                 |